# 比利亚西拉德瓦尔达维亚
比利亚西拉德瓦尔达维亚，是西班牙卡斯蒂利亚-莱昂帕伦西亚省的一个市镇。 总面积30平方公里，总人口98人（2001年），人口密度3人/平方公里。